# Achrioptera manga
Achrioptera manga – gatunek straszyka z rodziny Phasmatidae. Żyje na Madagaskarze, wyróżnia się niebieską barwą tułowia z żółtymi plamami na odnóżach oraz skrzydłach; osiąga 15 cm (samce) lub 20 cm (samice). Opisany w 2019 r. i wyodrębniony na podstawie badań genetycznych, wcześniej uważany za odmianę Achrioptera fallax.